# Sunday Independent
El Sunday Independent es un periódico de gran formato dominical publicado en la República de Irlanda por las Noticias y Medios Independientes S.A. . El periódico es editado por Aengus Fanning, y es el periódico Irlandés del domingo más vendido por un gran margen (33.4% de los lectores de los periódicos Irlandeses de domingo, de acuerdo a la Encuesta Nacional sobre el número total de lectores); promedio circulación de 291,323 entre junio de 2004 y enero del 2005, de acuerdo a la Oficina de Auditorías de Circulaciones.
Ahora es poseído por el hombre de negocios Sir Anthony O'Reilly, y es parte de un grupo de periódicos mundiales que incluyen The Independent en el Reino Unido.